# تصفيات كأس العالم

خريطة تبين الدول حسب أفضل النتائج

أقيمت أول بطولة في الأوروغواي بدون تصفيات تمهيدية وهي أول وآخر بطولة تقام بدون تلك التصفيات. وعلى ذلك لم يزد عدد الدول المشاركة في البطولة عن 13 دولة قسمت إلى أربع مجموعات. من كأس العالم الثانية في عام 1934، أقيمت تصفيات كأس العالم بصورة منتظمة، وقد أقيمت التصفيات في المناطق الستة في العالم (أوروبا، آسيا، أفريقيا، أمريكا الجنوبية، أمريكا الشمالية، أوقيانوسيا)، وفي كأس بطولة يحدد الفيفا عدد المنتخبات التي تتأهل من كل قارة، وبشكل عام يكون هذا التحديد بحسب قوة الفرق التي في القارة. و تبدأ تصفيات كأس العالم قبل البطولة بسنتين أو ثلاث، ومنذ عام 1938 يتأهل الفريق المضيف بصورة مباشرة، وكان بطل المسابقة السابقة يتأهل إلى البطولة مباشرة، وتم إلغاء هذا النظام في عام 2006.

## النظام الحالي
شهد كأس العالم لكرة القدم 2014 مشاركة 32 منتخب. مركز واحد تم تخصيصه للمستضيف، البرازيل، لكن لم يتم منح مقعد مباشر لإسبانيا حاملة اللقب. المقاعد المتبقية الـ32 سيتم تحديدها من خلال عملية التصفيات، حيث سيتنافس 207 منتخب من اتحادات الفيفا الست القارية. بحيث يصبح العدد النهائي لمباريات التصفيات المأهلة لكأس العالم 816 مباراة. أغلب هذه المباريات ستكون ضمن إطار تصفيات هذه القارات، لكن مع لعب عدد محدود من مباريات الملحق القارية في نهاية المسابقة. منتخبات بروناي، بوتان، غوام وموريتانيا اختارت عدم الدخول، وجنوب السودان انضمت للفيفا بعد بدء التصفيات، وبالتالي لم تستطع المشاركة.
- أوروبا (الاتحاد الأوروبي) - 13 مقعداً: تقسم المنتخبات المشاركة إلى 9 مجموعات، أبطالها يتأهلون مباشرة إلى كأس العالم. بينما أفضل ثمانية منتخبات أصحاب المركز الثاني سوف تخوض الدور الثاني. الفرق الثمانية ستوزع على 4 مواجهات ذهاب وإياب، المنتخبات الأربعة الفائزة ستتأهل إلى كأس العالم.

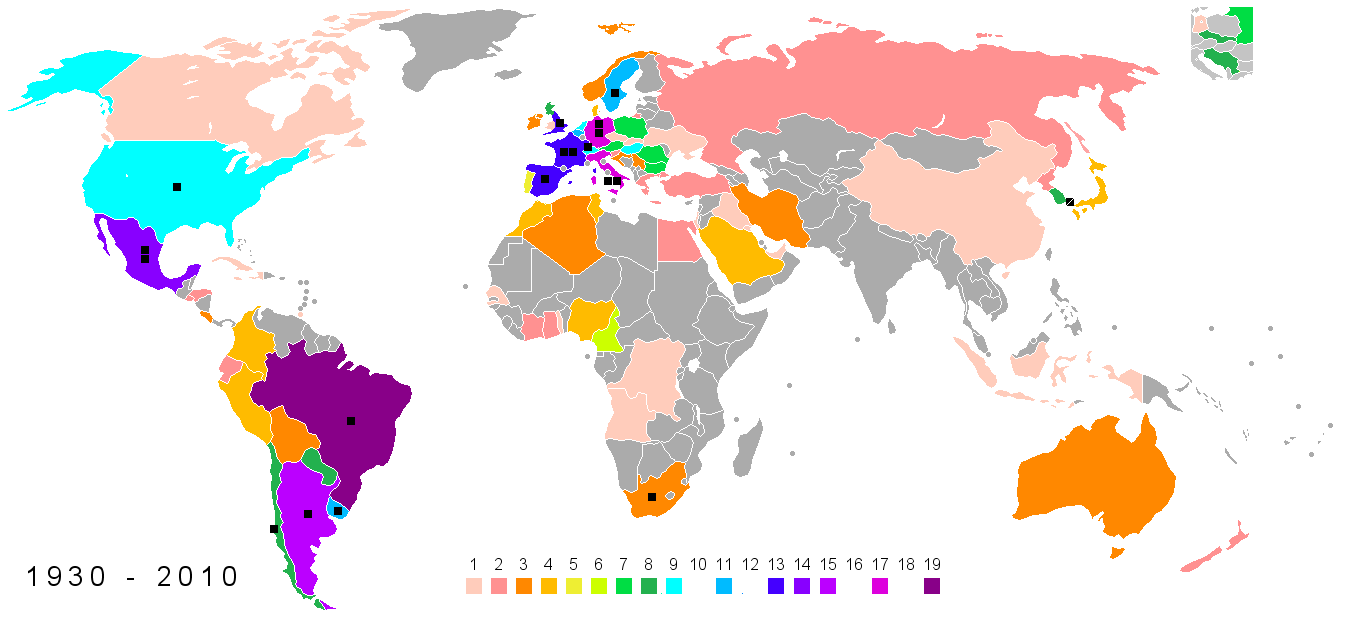
خريطة تبين الدول حسب الظهور

- آسيا (الاتحاد الآسيوي) - 4 مقاعد ونصف: بحيث يتأهل بطل المجموعة ووصيفها مباشرة إلى كأس العالم، بينما يلعب ثالث المجموعة مع ثالث المجموعة الأخرى في مباراتين، الفائز منها يواجه خامس الترتيب في قارة أمريكا الجنوبية.
- أمريكا الجنوبية (اتحاد أمريكا الجنوبية) - 4 مقاعد مضمونة ونصف: تلعب المنتخبات العشرة في مجموعة واحدة بحيث تتأهل المنتخبات الأربعة الأوائل مباشرة إلى كأس العالم، بينما ينافس المركز الخامس على التأهل عندما يواجه المتأهل من الملحق الآسيوي. بينما تأهلت البرازيل مباشرة بكونها الدولة المستضيفة.
- أفريقيا (الاتحاد الإفريقي) - 5 مقاعد: تقسم الفرق على 10 مجموعات، كل مجموعة 4 فرق بحيث يتأهل بطل المجموعة إلى الدور الثاني من التصفيات حيث يتواجه ابطال كل مجموعة في 5 مباريات تحدد بقرعة و يتأهل الفائزون بالمباريات الخمس مباشرة إلى كأس العالم
- أمريكا الشمالية والوسطى والكاريبي (اتحاد أمريكا الشمالية): 3 مقاعد ونصف: تقسم المنتخبات إلى 3 مجموعات يتأهل بطل ووصيف المجموعة إلى الدور المقبل. بحيث تشارك جميعها في مجموعة واحدة، يتأهل أصحاب المراكز الثلاثة الأولى مباشرة لكأس العالم بينما يلعب صاحب المركز الرابع مباراة الملحق مع المتأهل من تصفيات قارة أوقيانوسيا.
- أوقيانوسيا (اتحاد أوقيانوسيا) - نصف مقعد: حيث يلعب بطل تصفيات قارة أوقيانوسيا مع رابع الترتيب في تصفيات قارة أمريكا الشمالية والوسطى والكاريبي.

## وصلات خارجية
- الموقع العربي لكأس العالم لكرة القدم نسخة محفوظة 2 يوليو 2014 على موقع واي باك مشين.